# 人形劇ギルド
『人形劇ギルド』（にんぎょうげきぎるど）は、BUMP OF CHICKENの楽曲「ギルド」を原作に製作された無声映像「人形劇」作品。

## 概要
「ギルド」（「ユグドラシル」収録）の楽曲のテーマ性をモチーフに、ヴォーカルの藤原基央が原作と脚本、挿入歌（作品の世界観に合ったケルト音楽風のBGM）をBUMP OF CHICKEN、製作をBUMP OF CHICKENのPVを手がける映像作家の番場秀一が手がけた映像作品である。
『ユグドラシル』を出した後に、「アルバムを宣伝する意味でもシングル以外の曲でPVを作ろう」という話がスタッフから出たのが話の発端。そのときの候補の2曲のうち1曲がギルドであった（もう1曲は「同じドアをくぐれたら」であった。）。藤原が「ギルドは曲を作っていたときから人形がストップモーションで動く映像のイメージがあった」と話したことが元になりギルドのPVを製作する企画がスタートしたが、話はそこから大幅に発展し、構想に2年、製作には1年が費やされる映像作品として完成した。
作品は、本編にあたるストップモーション・アニメーションパート（約15分）と、「同じくこの島で働いており、ベルカナのコンサートを聴きに来た」という設定で、メンバー達による世界観解説、補足が行われる実写パート（約7分・事実上の隠しトラック）に分かれている。ただ、なぜかスタッフロールは流れない。
リリースに先駆けて、人形劇の映像と2006年3月に行われた代々木第一体育館でのライブ映像を組み合わせたPVが製作された。また、同バンドと関わりの深いラジオ番組『SCHOOL OF LOCK!』主催の試写会が9月17日～18日にかけて全国4ヶ所で開かれ、メンバーもコメント映像で出演した。
結果的にメンバーの満足のいく形で完成したが、製作途中は何度か中止の危機に追い込まれたほど、予算と時間との戦いに苦しまれた作品であったという（雑誌『H』(2006年10月号)に掲載されたインタビューでは当時の葛藤を語っている）。最終的にはメンバーの強い意志と、製作サイドの妥協しない姿勢が実を結んだと言える。
2007年3月16日にスペースシャワーTVで放送されたMUSIC VIDEO AWARDS 07で本作は「BEST CREATIVE WORK」賞を受賞した。

## あらすじ
世界のどこかの小さな炭鉱の島で、マンナズとベルカナの親子は、ささやかながらも満ち足りた生活を送っていた。ある日ベルカナは、小さい時から慣れ親しんでいたピアノの演奏に才能を見出される。ベルカナの為にちゃんとしたピアノを買ってやろうと、資金の工面の為にマンナズは・・・

## 登場人物
マンナズ
ベルカナの父で、島に住む炭坑夫。寡黙で感情を表に出さないタイプだが、人望は厚い。仕事を終え、酒を飲みながらベルカナが弾くピアノを聴くのが一番の幸せである。島内腕相撲大会2位。名前の由来は「人間」を意味するルーン文字「マンナズ」。
ベルカナ
マンナズの一人娘。心優しく父想い。父の代わりにだいたいの家事をこなす。小さな頃から親しんで来たおもちゃのピアノで天才的な才能を見せる。島内オセロ大会1位。名前の由来は「成長」「誕生」を意味するルーン文字「ベルカナ」。
ライゾ
マンナズの友人で、炭坑夫。マンナズ親子をよく気にかけている。"天国"については、「生きてる人間の行く場所じゃない」と言い放っている。寝相の良い事だけしか誇れる事がない。升曰く、額の辺りが柔らかいらしい。また、藤原･直井曰く、口が臭い。顔が四角い。名前の由来は「運命」を意味するルーン文字「ライゾ」。
神父（オシラ）
島の教会の神父。ベルカナのピアノの腕を見いだす。教会の屋根にいるネコをかわいがっている。名前の由来は「口伝」を意味するルーン文字「オシラ」。
ソーン
炭坑夫。ライゾと親しいので、よくライゾと立ち話をしている。名前の由来は「棘」を意味するルーン文字「ソーン」。
藤原
島民。マンナズたちの近所に住んでおり、たびたびベルカナのピアノの音色を聴いていた。
増川
島民。6年あたり前からベルカナにホの字だったらしい。
直井
島民。藤原・増川・升と「バンプオブチキン」というバンドのグループを組んでおり、島の酒場でよく演奏していたようだ。
升
島民。ライゾとは義理のおじさんの関係にあたる。父から「地底深くには怪物がいる」と教わっていたらしい。ちなみに『怪物』とは人間の血を全部吸ってしまう蚊だそうだ。
登場人物はルーン文字にちなんで名づけられている。神父が「オシラ」（口伝）であるなど、名前と役割が相応している。

## スタッフ
- 原作/脚本/音楽：藤原基央
- 監督：番場秀一
- 撮影/人形/セット：彩工房
- アニメーター：オカダシゲル
- 撮影/照明：伊丹邦彦
- 人形造形：鈴川香緒里
- 衣装美術：三沢敬子
- 美術：小野沢節子
- 記録：中根雅子
- PC技術：武部星潮
- 主題歌：BUMP OF CHICKEN「ギルド」